# Sevivon sov sov sov

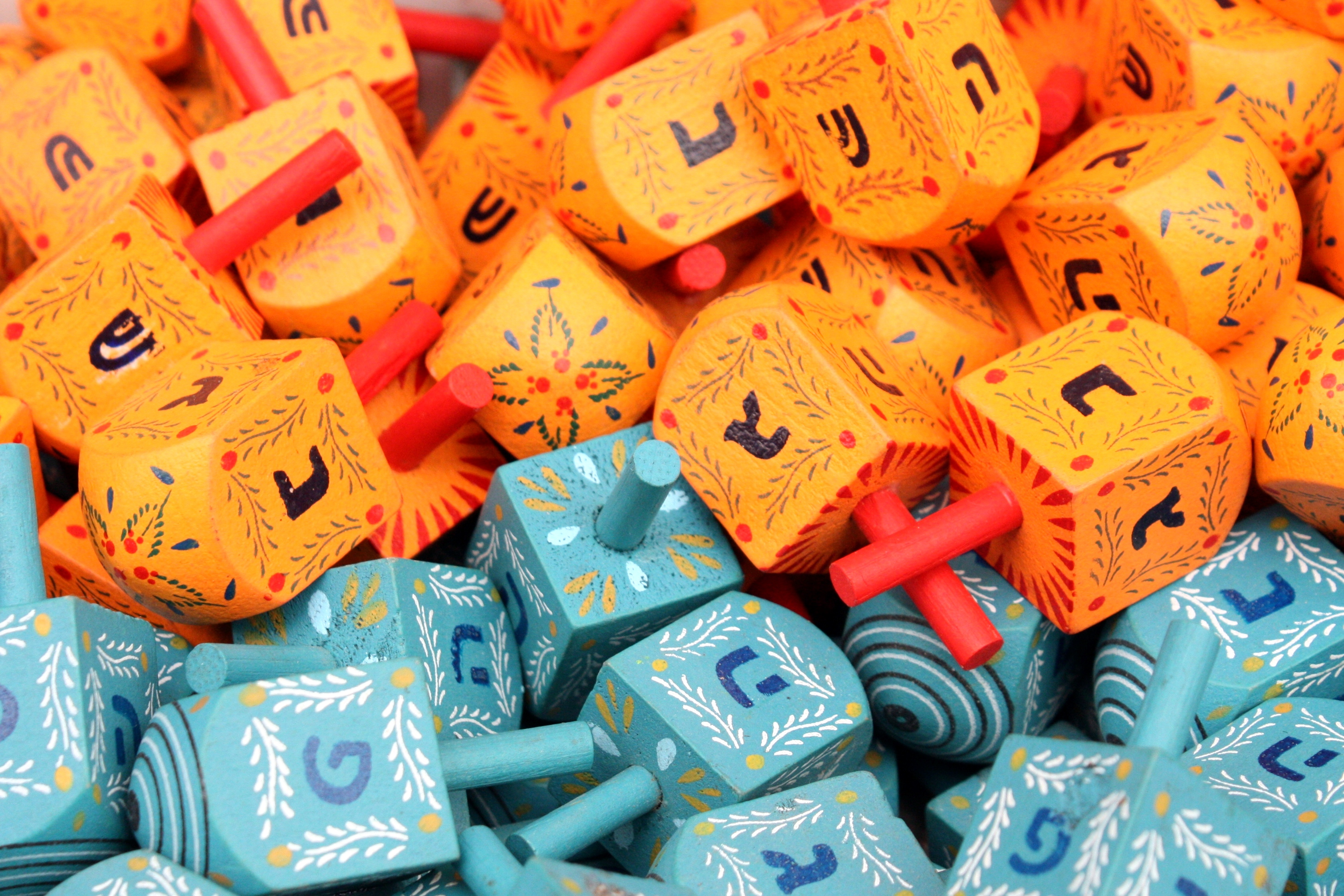
Deux versions de sevivonim sur un étal au marché : ceux utilisés en Israël (lettres he), en bleu, et ceux à destination de la diaspora (lettres he), en orange.

Sevivon sov sov sov (hébreu : סביבון סוב סוב סוב « Toupie tourne tourne tourne ») est un chant de Hanoucca pour enfants, centré sur la toupie de Hanoucca, appelée sevivon en hébreu.
Les paroles de la chanson sont élaborées par Levin Kipnis en 1922-1923. Mécontent de la mise en musique que lui propose Nahoum Nardi, il reprend une mélodie populaire qui lui avait été communiquée par Abraham Zvi Idelsohn et qui avait auparavant servi de base à une autre de ses chansons, Mipeat Yarden, Mehar Guilead. Abondamment utilisée à l’époque pour donner le rythme lors des cours de gymnastique, Mipeat Yarden est cependant totalement éclipsée par la chanson du sevivon.

## Texte hébraïque et traduction
De même que la toupie, la chanson possède deux versions, selon qu’on se trouve (passage bleuté) ou non (passage orangé) en Israël ; cette dernière ne semble pas avoir été composée par Levin Kipnis, du moins n’en est-il pas crédité.
| # | Traduction | Transcription                                                    | Hébreu                                                                  |
| - | --- | ---------------------------------------------------------------- | ----------------------------------------------------------------------- |
| 1 | Toupie, tourne, tourne, tourne, Hanoucca est une bonne fête. Hanoucca est une bonne fête, Toupie, tourne, tourne, tourne                            | Sevivon sov sov sov ’Hanoukka hou 'hag tov , Sevivon sov sov sov | סְבִיבוֹן – סֹב סֹב סֹב, חֲנֻכָּה הוּא חַג טוֹב. חֲנֻכָּה הוּא חַג טוֹב, סְבִיבוֹן – סֹב סֹב סֹב. |
| 2 | Tourne donc, tourne, çà et là, Un grand miracle a eu lieu ici. Un grand miracle a eu lieu ici, Tourne donc, tourne, çà et là.                       | Sov na sov ko vakho ’Nes gadol haya po Sov na sov ko vakho       | סֹב נָא, סֹב כֹּה וָכֹה, נֵס גָּדוֹל הָיָה פֹּה. נֵס גָּדוֹל הָיָה פֹּה, סֹב נָא, סֹב כֹּה וָכֹה.     |
| 3 | C’est une joyeuse fête pour le peuple, Un grand miracle a eu lieu là-bas. Un grand miracle a eu lieu là-bas, c’est une joyeuse fête pour le peuple. | ’Hag sim’ha hou la’am ’Nes gadol haya sham ’Hag sim’ha hou la’am | חַג שִׂמְחָה הוּא לָעָם נֵס גָּדוֹל הָיָה שָׁם חַג שִׂמְחָה הוּא לָעָם נֵס גָּדוֹל הָיָה שָׁם           |